# جام ملت‌های زنان آسیا ۱۹۹۵
جام ملت‌های زنان آسیا ۱۹۹۵ دهمین دوره رقابت‌های فوتبال جام ملت‌های زنان آسیا بود که توسط ای‌اف‌سی و به میزبانی کشور مالزی برگزار شد.

## تیم‌های راه‌یافته
- ۱۱ تیم راه‌یافته به جام ملت‌های زنان آسیا ۱۹۹۵:
- قزاقستان
- کرهٔ شمالی
- چین
- کرهٔ جنوبی
- ژاپن
- تایوان
- ازبکستان
- مالزی
- هند
- فیلیپین
- هنگ کنگ